# Calponia harrisonfordi
Calponia harrisonfordi ist eine Echte Webspinne aus der Familie der Caponiidae. Sie ist die bisher einzige beschriebene Art der Gattung Calponia, die Gattung ist daher monotypisch. Die Spinne ist bisher nur aus dem Küstenbergland Zentral-Kaliforniens bekannt.

## Merkmale
Die Tiere erreichen etwa 5 Millimeter Körperlänge, sind rötlich-orange gefärbt, mit orangen Beinen und langen, verstreut am Körper stehenden, schwarzen Borsten. Die Geschlechter unterscheiden sich bei Calponia harrisonfordi in Färbung und Zeichnung nicht. Jungtiere weisen auf der Oberseite der Beine einen blassen Längsstreifen auf. Der Rückenpanzer des Prosoma ist oval und abgeflacht. Die Tarsen tragen jeweils drei Krallen.
Das vordere, mittlere Augenpaar ist von einem schwarzen Pigmentring umgeben und wirkt daher dunkel, während die sechs weiteren Augen der Spinne blass erscheinen. Der Abstand der beiden mittleren Augen voneinander entspricht fast ihrem Durchmesser. Innerhalb der Familie der Caponiidae besitzen nur die Arten der Gattung Caponia ebenfalls acht Augen wie Calponia harrisonfordi. Dies stellt innerhalb der Familie ein ursprüngliches Merkmal dar. Die Zahl der Augen bei den meisten anderen Gattungen ist auf zwei reduziert. Von den Caponia-Arten unterscheidet sich Calponia harrisonfordi durch die geringere Größe der hinteren, seitlichen Spinnwarzen, die nur wenig größer als die davor sitzenden sind. Außerdem weisen die Männchen von Calponia keine auffällige Borstengruppe auf der Rückseite des Cymbium auf und haben nur einen sehr kurzen Embolus am Pedipalpus.

## Benennung
Calponia harrisonfordi wurde 1993 in Kalifornien von Norman I. Platnick entdeckt. Das Artepitethon harrisonfordi wurde gewählt, um den Schauspieler Harrison Ford für seine Verdienste um das American Museum of Natural History, in dem Platnick die Abteilung für Entomologie leitete, zu ehren. Harrison Ford ist stellvertretender Vorsitzender der Naturschutzorganisation Conservation International und unterstützt Initiativen zu Erforschung der Biodiversität. Auf audiovisuellen Medien des Museums ist Harrison Ford auch als Sprecher zu hören.
Der Gattungsname wurde in Anlehnung an die nahe verwandten Gattungen Caponia und Caponina innerhalb der Familie Caponiidae gewählt. Innerhalb der Caponiidae wurde Calponia in die Unterfamilie Caponiinae gestellt, die aber wahrscheinlich nicht monophyletisch ist.